# کیلدرس
کیلدرس (به انگلیسی: Kildress) یک منطقهٔ مسکونی در بریتانیا است.